# I Don't Know (Paul McCartney)
I Don't Know è un brano musicale scritto dal musicista britannico Paul McCartney, pubblicato su singolo doppio lato A insieme a Come On to Me dalla Capitol Records, come anticipazione del nuovo album di McCartney, Egypt Station.

## Classifiche
| Classifica (2018) | Posizione massima |
| ----------------- | ----------------- |
| Francia           | 107               |